# Ingeniería comercial
La  ingeniería comercial es una disciplina de las ciencias económicas y administrativas que aplica los conocimientos de matemática, estadística, métodos cuantitativos, investigación de operaciones, economía, administración, finanzas, mercadotecnia, ingeniería de procesos, ingeniería de proyectos y tecnologías de la información para la solución de los problemas sociales, económicos y organizacionales; se convierte de esta forma en una disciplina cuyo campo de acción es amplio.
Sus orígenes se remontan a 1903, cuando la Universidad Libre de Bruselas comenzó a impartirla en su Escuela de Negocios; en América Latina, la Universidad de Chile hizo lo propio en 1935. A diferencia de otros países de Latinoamérica, en Chile, de acuerdo con lo estipulado en el artículo 12° del Decreto con Fuerza de Ley 1 de 1980 del Ministerio de Educación de Chile, los poseedores del título de ingeniero comercial requieren haber obtenido previamente el grado académico de "Licenciado en Ciencias Económicas y Administrativas" o "Licenciado en Ciencias de la Administración de Empresas" en alguna universidad reconocida por el Estado. Las líneas esenciales de especialización dentro de la ingeniería comercial: economía, administración, contabilidad, marketing y negocios Internacionales.
Actualmente, además de Chile, esta carrera se dicta en otras universidades de Colombia, Ecuador, Panamá, Perú, Bolivia y Guatemala.

## Áreas del conocimiento
El ingeniero comercial es un profesional del área de las ciencias económicas y sociales que reúne competencias en gestión estratégica y gestión operacional, mercadotecnia y negocios, aplicación métodos cuantitativos para su trabajo, modelamiento matemático en el ámbito de los procesos, finanzas, economía y gestión; de ahí el que se consideren como una de las ramas dentro de la Ingeniería. En efecto, en el caso de Chile, es una de las especialidades reconocidas por el Colegio de Ingenieros de Chile. En el caso de Perú, es reconocida dentro del capítulo de Ingeniería Industrial y de Sistemas.

## Campos de acción
- Gestión estratégica: planifica el actuar de la empresa a largo plazo, desarrollando una comprensión del macro y micro entorno de una organización. Es un agente de cambio y un creador por naturaleza de ventajas competitivas, desarrollando estrategias corporativas, de negocios y funcionales.

- Gestión operacional: se apoya en la economía, administración, psicología, recursos humanos, finanzas, métodos cualitativos y cuantitativos de medición, para lograr que la institución funcione.

- Ingeniería de Negocios: se enfoca en la descripción, análisis, identificación de problemas, mejora y control adecuado de los procesos en las organizaciones. Incluye procesos industriales, de servicios o Tecnología de la Información: Se encarga del uso y diseño a priori de las tecnologías relacionadas con las organizaciones. Maneja los ERP, CRM y demás sistemas de información.

- Ingeniería de Proyectos: planifica las actividades y tareas de los proyectos, realiza la evaluación de proyectos y los estudios de pre factibilidad. Hace uso de las herramientas técnicas, económicas y de mercado.[8]

El ingeniero comercial es un experto en mercadotecnia, estratégico y operativo, porque trabaja basado en el mercado, utilizando para ello herramientas de comercialización, y es un gestor de negocios, porque reúne las competencias necesarias para generar nuevos emprendimientos sobre la base de la implementación de planes de negocios basados en oportunidades de mercado e innovación.
Áreas Administradas de la empresa donde es común;
- CEO, Directorio, Gerencia General
- Project Manager
- Gobierno de TI
- Recursos Humanos
- Finanzas
- Comercialización
- Control de Gestión O Controller
- Mercadotecnia, Mercadeo, Productos, Investigación de Mercados
- Producción (con relación a cooperar con el diseño, valor agregado y servicio postventa)
- Análisis del entorno económico
- Asesorías o consultorías